# Michelangelo Tamburini
Michelangelo Tamburini (Modena, 27 de Setembro de 1648 — Roma, 28 de Fevereiro de 1730) foi um jesuíta italiano, eleito 14.º Superior Geral da Companhia de Jesus a 31 de Janeiro de 1706, exercendo aquele cargo até à data do seu falecimento, aos 82 anos de idade.

## Biografia
Nasceu no seio da aristocrática família dos Tamburini de Modena. Foi admitido na Companhia de Jesus muito jovem, fazendo nos seus colégios todo o seu percursos formativo.
Aluno brilhante, empenhou-se profundamente na causa da Companhia, conseguindo uma brilhante carreira no seu sio, subindo rapidamente na hierarquia eclesiástica. 
Eleito 14.º Superior Geral da Companhia de Jesus a 31 de Janeiro de 1706, deu um notável impulso à actividade apostólica da Ordem, tanto na Europa como nos territórios de missão, sobretudo no Paraguai.
Durante o seu generalato prosseguiram as polémicas relativas à questão do rito chinês: à Companhia foi atribuída a responsabilidade da bula Unigenitus contra o jansenismo e a dispersão forçada da comunidade religiosa do Mosteiro de Port-Royal; ainda em França, os jesuítas sofreram o interdito lançado contra eles pelo cardeal de Paris Louis-Antoine de Noailles.
O seu sobrinho foi o famoso cardeal Fortunato Tamburini, teólogo setecentista da corte pontifícia que foi, ironia da sorte, um dos principais responsáveis pela supressão da Companhia de Jesus, ocorrida em 1773.